# Suicide animal
Le suicide animal se réfère à tout type de comportement autodestructeur remarqué chez diverses espèces d'animaux non humains. Il y a des rapports anecdotiques d'animaux endeuillés affichant un tel comportement après la mort de leur propriétaire, ou des animaux monogames refusant de se nourrir après la mort de leur compagnon.
Certains parasites manipulent le comportement de leur hôte, ce qui les expose à de plus grands risques de prédation pour permettre au parasite de passer au stade suivant du cycle de vie. Certaines fourmis et termites utilisent l'autothyse, produisant une sécrétion collante pour piéger les maraudeurs des colonies, et les pucerons verts du pois explosent parfois, protégeant ainsi les autres pucerons des coccinelles.

## Comportement autodestructeur
On considère généralement que les êtres humains sont les seuls êtres connus à utiliser des armes lorsqu'ils mettent fin à leur propre vie.

### Défense de groupe
Il y a des exemples d'animaux non humains qui meurent pour défendre leur famille ou leur colonie, comme le cas des pucerons verts du pois augmentant leurs chances de mort en réponse au parasitisme.
Les fourmis camponotus et certaines espèces de termites vont se rompre les glandes dans un processus appelé l'« autothyse ». Les termites utiliseront l'autothyse pour défendre leur colonie, car la glande rompue produit une sécrétion collante qui conduit à un système de défense,. Lorsqu'il est menacé par une coccinelle, le puceron des pois va exploser, protégeant les autres pucerons et parfois tuant la coccinelle.
Un autre exemple est le camponotus saundersi, qui est capable de s'autodétruire en explosant.

### Comportement à la suite d'un stress
Il existe beaucoup d'histoires d'animaux semblant déprimés ou en deuil qui commencent à manifester un comportement autodestructeur qui aboutit parfois à la mort.
En 1845, l'Illustrated London News rapportait qu'un terre-neuve avait agi de manière moins vive pendant quelques jours, avant d'être vu « se jeter à l'eau et s'efforcer de couler en gardant ses pattes avant et arrière immobiles ». Chaque fois qu'il a été sauvé, il a réessayé avant de finalement se tenir la tête sous l'eau jusqu'à la mort. D'autres chiens, ainsi que des canards, se sont également noyés eux-mêmes. Un canard l'a fait à la suite de la mort de son camarade. Certains chiens refusent la nourriture après la mort de leur propriétaire jusqu'à ce qu'ils meurent aussi.
En 2009, 28 vaches et taureaux se sont jetés mystérieusement d'une falaise dans les Alpes suisses en l'espace de trois jours.
Un autre exemple célèbre de suicide d'animaux est le cas du dauphin. Selon le formateur Richard O'Barry dans le film The Cove, Kathy, le dauphin, s'est noyé devant lui.
Le comportement suicidaire a été plus observé chez les animaux femelles que chez les mâles, et chez plus de vertébrés que chez les invertébrés.
Le suicide des animaux a longtemps été comparé au suicide humain ; dans les années 1800, le suicide des animaux a été considéré comme un acte d'abus, de folie, d'amour ou de loyauté, comme chez le suicide humain. Certains traits spécifiques associés au suicide humain peuvent être transposés avec succès aux animaux, bien qu'il soit impossible de déterminer si ce sont ces traits qui conduisent à l'autodestruction dans le cas des animaux. Les scientifiques ont été incapables d'expliquer si les animaux sont capables de mettre fin volontairement à leur vie.
La souffrance subséquente à un abandon d'un animal domestique, chat ou chien, peut déclencher une anorexie suicidaire. Il est constant que des vétérinaires et soigneurs de la SPA constatent, par exemple, que des chats ayant subi un abandon sont nourris à la pipette car ils « se laissent mourir de tristesse ».

## Parasitisme induisant une autodestruction
Certains types de parasites provoquent chez leurs hôtes une autodestruction. Par exemple, le phylum Acanthocephala dirigera son hôte vers un prédateur afin d'être mangé par celui-ci. Le ver parasite Spinochordodes tellinii se développera chez les sauterelles et les grillons jusqu'à leur croissance, moment auquel il fera sauter son hôte dans l'eau jusqu'à sa mort pour que le ver puisse se reproduire dans l'eau. Cependant, cette bactérie ne fait que noyer son hôte lorsque celui-ci est déjà proche de l'eau.
Il a été démontré que l'infection par Toxoplasma gondii modifie le comportement des souris et des rats de manière à augmenter les chances des rongeurs d'être la proie des chats,. Les rongeurs infectés montrent une diminution de leur aversion innée aux odeurs de chat; alors que les souris et les rats non infectés éviteront généralement les zones marquées avec de l'urine ou une odeur corporelle de chat, cet évitement est réduit ou éliminé chez les animaux infectés. De plus, certaines preuves suggèrent que cette perte d'aversion peut être spécifique aux odeurs félines : lorsqu'on leur donne le choix entre deux odeurs de prédateurs (chat ou vison), les rongeurs infectés préfèrent nettement les odeurs de chats que les témoins non infectés.

## Légendes
Une idée reçue est que le lemming exécute un suicide collectif au cours de la migration. Cette fausse idée a été popularisée par les médias dans les années 1960, comme une mention, par Cyril M. Kornbluth, dans La Longue Marche des cornichons en 1951, et en 1955 dans la bande dessinée The Lemming with the Locket,. L'un des facteurs les plus influents dans cette idée reçue a été le film de Disney Le Désert de l’Arctique, lauréat d'un Oscar, qui présentait des séquences de lemmings sautant d'une falaise pendant leur migration.